# Chu Văn Nghị
Chu Văn Nghị (tiếng Trung: 朱文議; 1787—1842) là tiến sĩ thời phong kiến trong lịch sử Việt Nam.

## Tiểu sử
Chu Văn Nghị quê ở thôn Cầu Gạo xã (làng) Yên Phụ, huyện Yên Phong, tỉnh Bắc Ninh. Ông đỗ Cử nhân khoa Kỷ Mùi - Gia Long 18 (1819). Năm 40 tuổi đỗ Đệ tam giáp đồng Tiến sĩ xuất thân khoa thi năm Bính Tuất - Minh Mệnh 7 (1826), ông là cha của Cử nhân Chu Văn Giảng đỗ khoa thi năm Giáp Tý - Tự Đức 17 (1864). Mặc dù thi đỗ cao nhưng ông không ra làm quan mà ở nhà dạy học. Ông nổi tiếng là người giỏi văn chương chữ nghĩa cho nên học trò theo về rất đông, trong đó có nhiều người đỗ đạt cao như Tiến sĩ Phan Đình Dương (1805 - 1865) người Trang Liệt - Từ Sơn đỗ Đệ nhị giáp Tiến sĩ xuất thân (Hoàng giáp) khoa thi năm Nhâm Dần - Thiệu Trị 2 (1842), Phó bảng Ngô Quang Diệu (1825 - ?) người Vọng Nguyệt - Tam Giang đỗ khoa thi năm Kỷ Dậu - Tự Đức 2 (1849), cùng nhiều vị đỗ Cử nhân, Giải nguyên, Tú tài... Ông mất tại quê nhà vào mùa Thu năm Nhâm Dần niên hiệu Thiệu Trị 2 (1842) thọ 56 tuổi.

## Di sản
Ông cũng là người lập ra Văn chỉ xã Yên Phụ và phụng soạn bia "Yên Phong văn phái" đặt tại Văn chỉ huyện Yên Phong. Văn bia ghi chép về khoa danh của các vị đỗ đại khoa ở huyện Yên Phong từ thời Lê Sơ đến đầu thời Nguyễn. Bia khắc vào ngày tốt, tháng 4 năm Minh Mệnh 18 (1837).
Hiện tại Văn chỉ không còn, tấm bia này được chuyển về lưu giữ tại Bảo tàng tỉnh Bắc Ninh phục vụ công tác nghiên cứu và trưng bày, giới thiệu về truyền thống hiếu học khoa bảng trên quê hương Kinh Bắc văn hiến. Ông còn soạn bia Văn chỉ xã Yên Phụ thượng ghi chép tên tuổi khoa danh của các vị Tiến sĩ, Cử nhân, Hương cống, Giám sinh, Tú tài... người xã Yên Phụ thượng. Bia khắc năm Minh Mệnh 8 (1827), nội dung tấm bia này được dịch nghĩa và in trong cuốn "Tư liệu Hán Nôm huyện Yên Phong" do Sở Văn hóa Thông tin tỉnh Bắc Ninh xuất bản năm 2005.
Tiến sĩ Chu Văn Nghị là một nhà giáo, nhà nho lớn của tỉnh Bắc Ninh và vùng kinh Bắc.

## Tri ân
Sau khi ông mất học trò của ông đã dựng một tấm bia đá "Chu tiên sinh từ đường" dựng phía bên phải tòa Tiền đường do các môn sinh là học trò của ông phụng soạn ca ngợi công đức to lớn của thầy Chu và cùng nhau đặt ruộng hậu tại xứ ấp để thờ cúng báo đáp ân đức của thầy. Các môn sinh bao gồm: Tiến sĩ Phan Đình Dương, Phó bảng Ngô Quang Diệu, Cử nhân Nguyễn Thuật, Nguyễn Viên, Giải nguyên Nguyễn Hiệp, Giám sinh Trần Văn Năng, Chu Văn Viên, Nguyễn Văn Bái... bia dựng ngày tốt, tháng 10 năm Canh Thân niên hiệu Tự Đức 13 (1860)

## Hậu duệ
Ông có người con là cử nhân Chu Văn Giảng đỗ năm Giáp Tý 1864 tức năm Tự Đức thứ 17.